# Casa Keret
La casa Keret (en polaco: Ermitaż - Dom Etgara Kereta) es una estructura y una instalación de arte en Varsovia, Polonia. Fue diseñada por el arquitecto Jakub Szczęsny a través de la firma de arquitectura Centrala. La instalación de arte de dos pisos fue denominada así después de que el escritor y director de cine israelí Etgar Keret, fuera el primer inquilino del edificio. Keret planeó darle la casa a un colega después de que él se mudara. El edificio mide 92 cm en su punto más estrecho y 1,52 m en su punto más ancho.

## Edificio

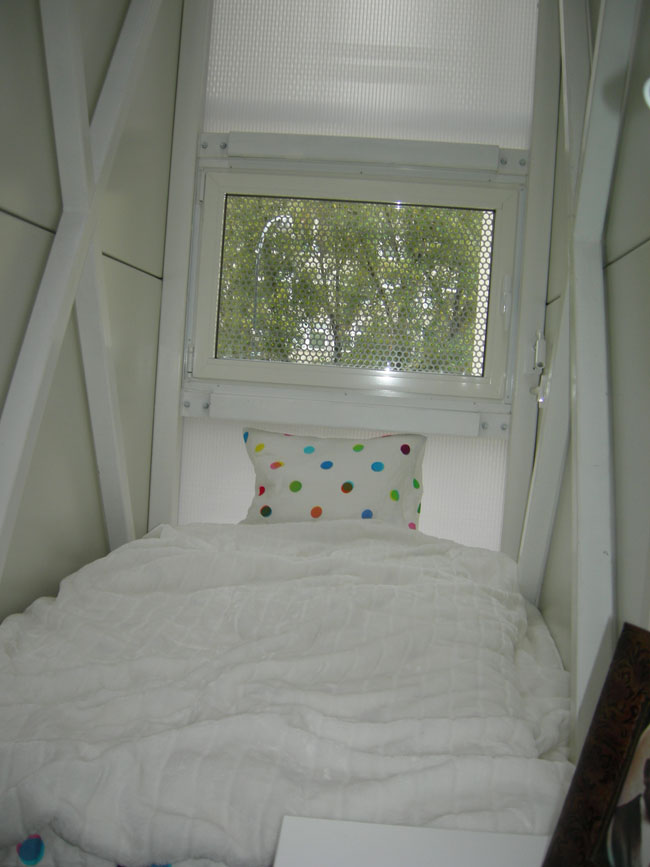
Interior del dormitorio de la casa Keret.

La estructura de hierro contiene dos plantas, y dispone de un dormitorio, una cocina, un baño y una zona de estar. Tiene dos ventanas que no se abren, mientras que la luz del sol penetra también por paneles translúcidos de vidrio que forman las paredes. Todo el interior está pintado de blanco y la electricidad del edificio se obtiene de un edificio vecino. La casa tiene agua personalizada y tecnología de aguas residuales y no está conectada a los sistemas de agua de la ciudad. Debido a su pequeño tamaño, el edificio sólo tiene capacidad para una nevera de 2 bebidas, y los ocupantes tienen que usar una escalera para ir de un nivel a otro. Se entra a través de una  escalera retráctil que, cuando está cerrada, se convierte en la sala de estar.
La construcción de la Casa Keret fue apoyada por el Ayuntamiento de Varsovia y de la Fundación de Arte Moderno de Polonia. La casa está clasificada como una "instalación de arte", ya que no cumple con los códigos de construcción de Polonia, a pesar de que actualmente es utilizada como residencia.

## Ubicación
Se encuentra entre el 22 y el 74 de la calle Chłodna Żelazna en Varsovia, y está designada como la casa más estrecha del mundo. La estructura fue instalada entre una casa que existía de antes de la Segunda Guerra Mundial y de un edificio de apartamentos. Keret dijo que su estancia en la Casa Keret es como un "monumento a mi familia". Las familias de sus padres murieron en la Segunda Guerra Mundial, cuando la Alemania nazi ocupó Polonia.